# Томара, Лев Павлович
Лев Па́влович Томара (Тамара) (23 января 1839, Полтавская губерния — после 1917) — русский государственный деятель, Волынский, Смоленский и Киевский губернатор, сенатор.

## Биография
Из потомственных дворян Полтавской губернии.
Окончил Николаевское училище гвардейских юнкеров (1856), был выпущен офицером в лейб-гвардии Преображенский полк.
В 1859 году оставил военную службу и поселился в своем имении Полтавской губернии. Занимался общественной деятельностью: избирался гласным Золотоношского уездного и Полтавского губернского земств, почетным мировым судьей Золотоношского мирового округа, членом (с 1867), а затем — председателем Полтавской губернской земской управы. Состоял мировым посредником 1-го участка Золотоношского уезда (с 1866) и почетным попечителем Лубенской гимназии. В 1879 году оставил общественную деятельность в связи с назначением Харьковским вице-губернатором.
Чины: камергер (1881), действительный статский советник (1881), в должности гофмейстера (1888), тайный советник (1891), гофмейстер (1893).
Занимал посты Харьковского вице-губернатора (1879—1880), Смоленского (1880—1881), Волынского (1881—1885) и Киевского (1885—1898) губернатора. С 1895 года состоял пожизненным почетным членом Киевского губернского попечительства детских приютов. Несколько трехлетий был почетным мировым судьей Киевского округа. Киевская городская дума избрала Томару почётным гражданином Киева.
В 1898 году был назначен сенатором, присутствующим во 2-м департаменте. Затем присутствовал в 1-м департаменте, а с 1905 года — в департаменте герольдии.
Дальнейшая судьба неизвестна. Праправнук — журналист и политик Пётр Толстой.

## Награды
- Высочайшее благоволение за полезную деятельность (1884)
- Орден Святого Станислава 1-й ст. (1885)
- Орден Святой Анны 1-й ст. (1885)
- Высочайшее благоволение (1889)
- Орден Святого Владимира 2-й ст. (1894)
- Высочайшая благодарность «за примерное благоустройство в Киеве во время пребывания там Их Императорских Величеств» (1896)
- Орден Белого Орла (1902)
- Орден Святого Александра Невского (1908)
- Высочайшая благодарность (1911)
- медаль «В память царствования императора Александра III»
- медаль «В память 300-летия царствования дома Романовых» (1913)

Иностранные:
- черногорский орден Князя Даниила I 1-й степени (1889)
- сербский орден Таковского креста 1-й степени (1893)